# Амударя
Амударя̀ (на пущунски: آمو سيند; на таджикски: Амударё; на туркменски: Amyderýa; на узбекски: Amudaryo; на персийски: آمودریا е втората по дължина и най-пълноводна река в Средна Азия, вливаща се в Аралско море.

## Наименование
Персийската дума дар означава река, море или океан. Предполага се, че Аму произлиза от името на града Амул, който сега се нарича Туркменабат. В античността Амударя е известна като Окс (ус), на гръцки „Oxos“, на латински „Oxus“. През 921 г. ибн Фадлан пресича реката по време на описаното от него пътешествие до Волжка България, като я записва в спомените си под името Джайхун.

## Географска характеристика

### Течение
Река Амударя се образува от сливането на двете съставящи я реки Пяндж (лява съставяща) и Вахш (дясна съставяща), на границата между Таджикистан и Афганистан. В началото, на протежение около 80 km, служи за граница между Таджикистан и Афганистан, като ширината на долината ѝ варира от 4 до 25 km. След това, на протежение около 200 km, служи за граница между Узбекистан и Афганистан. В този участък, на десния ѝ бряг, на узбекска територия, е разположен град Термез, а в близост до него е изграден афгано-узбекистанският мост на дружбата. Тук долината ѝ добива коритообразен профил, като значително се стеснява и рядко превишава 2 – 4 km. По-нататък, на протежение от още около 100 km, реката служи за граница между Туркменистан и Афганистан и в близост до туркменското селище Мукри изцяло навлиза на туркменска територия, като променя посоката си в северозападна. Оттук до края Амударя протича през пустинята Каракум и не получава нито един приток. В този участък долината ѝ силно се разширява и достига няколко десетки km. На туркменска територия по бреговете ѝ са разположени градовете Керки и Туркменабат (Чарджоу), след което отново става гранична река, този път между Узбекистан и Туркменистан. След град Дружба окончателно навлиза в узбекска територия. Тук тече в близост до градовете Турткул, Ургенч, Бируни, Мангит, Нукус и Ходжейли. След последните два Амударя завива на север, разделя се на множество ръкави, които по-рано, при вливането в Аралско море, са формирали делтата ѝ, но вече не достигат до него и се губят в пустинята, като само в изключително влажни години малка част от водите ѝ достигат до Аралско море, което се е отдръпнало далеч на север.

### Притоци
Амударя получава притоци само в първите си 180 km, а в останалото ѝ протежение водите ѝ се използват за напояване, губят се в изпарение и филтрация в пясъците на пустинята и постепенно оттокът ѝ намалява. Основните ѝ притоци са: леви – Кундуз (Сурхаб); десни – Кафирниган, Сурхандаря, Шерабад.

### Хидроложки показатели
Дължината на Амударя от сливането на двете съставящи я реки е 1415 km, а от извора на река Пяндж – 2540 km. Площта на водосборния ѝ басейн до град Керки е 309 хил.km² (без водосборните басейни на реките Зеравшан и Кашкадаря). Площта на водосбора, от който се осъществява воден отток, е 227 хил.km² (с водосборните басейни на реките Зеравшан и Кашкадаря). Основният отток на реката се формира във водосборния басейн на реките Пяндж и Вахш, където широко разпространение имат вечните снегове и ледници с площ около 10 хил.km², поради което основното ѝ подхранване е ледниково-снежно. Обикновено оттокът започва да нараства през март, поради топенето на снеговете в долните части на водосборния басейн и частично от повишеното киличество на дъждовете през този период. От юни до август се наблюдава най-голям отток на реката, обусловен от топенето на снежната покривка, фирновите полета и ледниците в най-високите части на водосбора ѝ. Максималният отток при град Керки е обикновено през юли. През януари и февруари, рядко през март, се наблюдава минимален отток. До 1960 г. средният годишен отток при град Керки е съставлявал 2000 m³/s, или 63 km³ годишно, а сега – около 1330 m³/s,. Вследствие на увеличеното прехвърляне на вода в Каракумския и Аму-Бухарския канали и много други по-малки, оттокът на реката силно намалява, особено в долното ѝ течение в периода на маловодие. Водите на Амударя се отличават с голяма мътност (3,3 kg/m³) и по количеството на внасяните от нея наноси заема едно от първите места на Земята. До 1960 г. при град Керки те са съставлявали 210 млн. тона годишно. В долното си течение реката замръзва ежегодно. В района на град Нукус продължителността на заледяването достига почти четири месеца.

## Стопанско значение
Използването на водите на Амударя за напояване е главният фактор за смаляването на Аралско море от края на 1950-те години насам. По бреговете на реката (особено в долното ѝ течение) широко разпространение имат т.нар. тугайни гори (малки горички от топола, тамарикс, джида, тръстика). Макар и силно намалял, все още има промишлен риболов. Нейните води, както и водите на притоците ѝ, имат голямо иригационно значение. Напояват се големи площи в Таджикистан, Узбекистан, и Афганистан. Общата площ на напояваните с нейните води райони (без тези на реките Зеравшан и Кашкадаря и без територията на Афганистан) съставлява 1260 хил. ха. В миналото реката е имала важно транспортно значение, но поради отклоняването на водите ѝ за напояване и затвореността на басейна ѝ транспортното ѝ значение сега е слабо. Същите тези фактори, както и протичането ѝ предимно в равнинни райони, допринасят за минималните ѝ хидроенергийни ресурси.

## Историческа справка
Историческите документи сочат, че в различни периоди реката се е вливала в Аралско море (от юг), Каспийско море (от изток) или и в двете едновременно, подобно на Сърдаря. Река Амударя, в басейна на която са се простирали древните държави в Средна Азия – Хорезъм (в устието на реката), Согдиана и Бактрия (в средното и горното ѝ течения) е известна на хората още от античността. През средните векове, а и по-късно, по нея е преминавал търговски път от Русия към Хорезъм и Бухара, през Астрахан, река Емба и покрай Аралско море. Голямо внимание започва да се отделя на реката по времето на Петър І, който се стреми да я въвлече в орбитата на руската търговия. По това време се появяват и първите ѝ карти, показващи че се влива в Аралско море. Повече или по-малко систематичните изследвания на Амударя започват чак в края на ХІХ и началото на ХХ век.